# Martín de Riquer
Martín de Riquer y Morera, o Martí de Riquer i Morera (Barcellona, 3 maggio 1914 – Barcellona, 17 settembre 2013), è stato un linguista, filologo e nobile spagnolo, conte di Casa Dávalos e Grande di Spagna, dottore in filologia romanza e celebre medievalista.

## Biografia
Era nipote dell'intellettuale e artista Alexandre de Riquer.
Fu membro della Real Academia Española dal 1965, presidente della Real Academia de Buenas Letras de Barcelona e membro di numerose istituzioni straniere, oltre che professore emerito di Letteratura romanica all'Università di Barcellona.
Studioso della letteratura delle lingue romanze (soprattutto nell'ambito della letteratura provenzale, francese, castigliana e catalana), spiccano, tra le sue copiose opere editoriali e critiche, i lavori dedicati al Quijote, all'epica francese, alla novella medievale, ai trovatori e all'amor cortese, tematiche in cui egli in Spagna rappresenta forse la massima autorità insieme ad Albert Hauf. Ugualmente meritoria è la sua Història de la literatura catalana.
Spaventato dalla persecuzione religiosa nella fazione repubblicana, Martín de Riquer passa dalla parte degli insorti nel 1937 diventando poi combattente carlista in detta fazione durante la guerra civile spagnola. Come membro del Tercio de Montserrat, Martín de Riquer partecipa alla battaglia dell'Ebro schierato dalla parte dei franchisti. Una volta finita la guerra occupa incarichi nella Delegazione della Propaganda franchista nella provincia di Barcellona e inoltre entra nell'Università come funzionario accademico. Dopo la restaurazione della democrazia, Martín de Riquer viene eletto senatore per designazione reale nella legislatura costituente (1977–1979). Inizialmente nel gruppo parlamentare Agrupación Independiente (il cui portavoce era Justino de Azcárate) passa nell'agosto del 1978 all'Entesa dels Catalans, che in pratica raggruppa tutti i senatori eletti nelle province catalane. Dopo la fine della legislatura non torna più all'attività politica.
Morì a 99 anni nella sua città natale.

## Premi
- Nel 1990 gli viene conferito il IV Premio Internacional Menéndez Pelayo.
- Nel 1991 riceve il Premio Nacional de Ensayo concesso dal Ministero della Cultura.
- Nel 1997 ottiene il Premio Príncipe de Asturias de Ciencias Sociales nel capitolo di Ciencias Sociales.
- Nel 2000 vince il Premio nazionale delle Lettere Spagnole.

## Opere

### Saggi
- L'humanisme català (1388–1494), Barcellona: Barcino, 1934.
- Humanisme i decadència en les lletres catalanes, Barcellona: Revista de Catalunya, 1934.
- Comentaris crítics sobre clàssics catalans, Barcellona: Barcino, 1935.
- Manual de heráldica española, Barcellona: Apolo, 1942.
- La lírica de los trovadores, Madrid: CSIC, 1948 (riadattato e ampliato in Los trovadores).
- Los cantares de gesta franceses, Madrid: Gredos, 1952.
- Historia de la literatura catalana, Barcellona: Ariel, 1964–1966 (riedizioni multiple).
- Historia de la literatura universal, Barcellona: Noguer, 1957–1959 (in collaborazione con José María Valverde; riedizioni multiple in Planeta).
- Caballeros andantes españoles, Madrid: Espasa Calpe, 1967.
- L'arnès del cavaller: armes i armadures catalanes medievals, Barcellona: Ariel, 1968.
- Cavalleria: fra realtà e letteratura nel Quattrocento, Bari: Adriatica, 1968.
- El combate imaginario: Las cartas de batalla de Joanot Martorell, Barcelona: Seix Barral, 1972 (in collaborazione con Mario Vargas Llosa).
- Los trovadores, Barcellona: Planeta, 1975 (riedizioni multiple in Ariel).
- Heràldica catalana des de l'any 1150 al 1550, Barcellona: Quaderns Crema, 1983.
- Vida i aventures de don Pero Maça, Barcellona: Quaderns Crema, 1984.
- Heráldica Castellana en tiempos de los Reyes Católicos, Quaderns Crema, 1986.
- Estudios sobre el Amadís de Gaula, Barcellona: Sirmio, 1987.
- Cervantes, Passamonte y Avellaneda, Barcellona: Sirmio, 1988.
- Cervantes en Barcelona, Barcellona: Sirmio, 1989 (ri-edito in El Acantilado).
- Aproximació al Tirant lo Blanc, Quaderns Crema, 1990 (Premio Nacional de Ensayo)
- Tirant lo Blanch, Novela de historia y de ficción, Barcellona: Sirmio, 1992.
- Les poesies del trobador Guillem de Berguedà, Barcellona: Quaderns Crema, 1996.
- Quinze generacions d'una família catalana, Barcellona: Quaderns Crema, 1998.
- Llegendes històriques catalanes, Barcellona: Quaderns Crema, 2000.
- Para leer a Cervantes, Barcellona: El Acantilado, 2003.
- Vida y amores de los trovadores y sus damas, Barcellona: El Acantilado, 2004.

### Edizioni critiche
- Antoni Canals, Scipió e Anibal. De providència. De arra de ànima, Barcellona: Barcino, 1935.
- Jordi de Sant Jordi, Poesies, Barcellona: Catalogna, 1935 (ri-edito in Edicions 62).
- Bernatz de Ventadorn, Poesías, Barcellona: Yunque, 1940.
- Sebastián de Covarrubias, Tesoro de las lenguas castellana o española, Barcellona: Horta, 1943 (ri-edito in Castalia).
- Miguel de Cervantes, Don Quijote de la Mancha, Barcellona: Juventud, 1944 (riedizioni multiple).
- Jacinto Verdaguer, L'Atlàntida, Barcellona: Ayuntamiento de Barcelona, 1946 (con E. Junyent).
- Pero Martínez, Obras, Barcellona: CSIC, 1946.
- Cerverí de Girona, El trovador Cerverí de Girona, Barcelona: Università di Barcellona, 1946.
- Joanot Martorell, Martí Joan de Galba, Tirant lo Blanc, Barcellona: Selecta, 1947.
- Joanot Martorell, Martí Joan de Galba, Tirante el Blanco: traducción castellana de 1511, Barcellona: Asociación de Bibliófilos, 1947–1949.
- Andreu Febrer, Poesies, Barcellona: Barcino, 1951.
- Gilabert de Proíxita, Poesies, Barcellona: Barcino, 1954.
- Juan Boscán, Obras poéticas, Barcellona: Facoltà di Lettere e Filosofia, Università di Barcellona, 1957 (con Antoni Comas e Joaquim Moles).
- Chrétien de Troyes, Li contes del graal, Madrid: Espasa-Calpe, 1961.
- Guillem de Berguedà, Guillem de Berguedà, Espluga de Francolí: Abadia de Poblet, 1971 (ri-edito in Quaderns Crema).
- Alonso Fernández de Avellaneda, Don Quijote de la Mancha, Madrid: Espasa-Calpe, 1972.
- Fernando de Rojas, La celestina, Madrid: Alfaguara, 1974.
- Alan Chartier, La belle dame sans merci, Barcellona: Quaderns Crema, 1983.
- La chanson de Roland. El Cantar de Roldán y el Roncesvalles navarro, Barcellona: El Festín de Esopo, 1983 (ri-edito in El Acantilado).
- Chrétien de Troyes, El Cuento del grial de Chrétien de Troyes y sus Continuaciones, Barcellona: Sirmio, 1989 (ri-edito in El Acantilado).
- Arnaut Daniel, Poesías, Barcellona: Quaderns Crema, 1994.
- Chrétien de Troyes, El Cuento del grial de Chrétien de Troyes y sus Continuaciones, Madrid: Siruela, 1995 (con Isabel de Riquer).